# Alessandro Vivenza
Alessandro Vivenza (Chieti, 6 dicembre 1869 – Perugia, 30 novembre 1937) è stato un agronomo e docente universitario italiano.

## Biografia
Si laureò in Scienze Agrarie presso l'Università di Pisa.
Nel 1896, alla fondazione del Regio Istituto Superiore Agrario di Perugia (ora Facoltà di Agraria), il direttore dell'Istituto, Eugenio Faina, chiamò Alessandro Vivenza alla Cattedra di Coltivazioni. Vivenza fu così uno dei fondatori della scuola perugina con i suoi studi scientifici sulle coltivazioni arboree e erbacee nonché sull'uso dei concimi chimici. Ricoprì tale carica fino alla sua morte nel 1937.

Fu autore di numerose pubblicazioni e manuali, nonché di voci relative all'agricoltura nell'Enciclopedia Italiana edita da Treccani. Nella sua attività di ricerca sviluppo anche una varietà di grano.

## Opere
- Alessandro Vivenza, Il sovescio nella agricoltura italiana, Ed. G. Barbèra, Firenze 1902
- Alessandro Vivenza, L'istituto colturale del R. istituto agrario sperimentale di Perugia, 1902
- Alessandro Vivenza, Avvicendamento delle colture, Ed. F.lli Ottavi, Casale Monferrato 1912
- Alessandro Vivenza, I prati artificiali, Ed. F.lli Ottavi, Casale Monferrato 1931
- Alessandro Vivenza, Concimazione dei prati, Stab. Tip. "Arte della Stampa", Roma 1933.
- Alessandro Vivenza e Achille Grimaldi, Sull'erba medica di provenienza estera in confronto con la nostrale in Umbria, Ramo Editoriale degli Editori, - Roma 1938
- Alessandro Vivenza e Pancrazio Zappelli, Discorsi e relazioni nelle cerimonie di premiazione del 9º e 10º concorso provinciale per la battaglia del grano, Tip. Perugina già Cantucci, Perugia